# Bellingwedde
Bellingwedde est une ancienne commune du nord-est des Pays-Bas, de la province de Groningue, d'une superficie de 110 km² et 9 670 habitants.
La commune a été fondée en 1968, à l'occasion de la fusion de Bellingwolde et Wedde, deux petites communes. Elle est très rurale, avec beaucoup d'agriculture.
Bellingwedde avoisine les communes de Reiderland, Winschoten (au nord), Pekela (à l'ouest), Stadskanaal et Vlagtwedde (au sud).